# A Diario
A Diario fue un programa de televisión presentado por Fernando Díaz de la Guardia. Se emitió desde el 7 de enero de 2015 de lunes a viernes, en Canal Sur TV hasta el 26 de febrero de 2016.

## Historia
A Diario comenzó sus emisiones el 7 de enero de 2015 tras el exitoso La mañana tiene arreglo. Es presentado por Fernando Díaz de la Guardia, que dejó de presentar La mañana tiene arreglo para incorporarse a éste junto a todo el equipo del anterior programa que terminó con 4 temporadas el 31 de diciembre de 2014.

## Horario
Se emitió de lunes a viernes de 11:00 a 13:55, aunque en sus inicios era de 12:15 a 13:55.

## Descripción
Según Fernando Díaz de la Guardia, es un programa de la ciudadanía, en el que la gente exponen sus problemas, buscan trabajo, etcétera.
- Datos: Q22690187